# 大普凱尼鄉
44°49′N 26°05′E / 44.817°N 26.083°E
大普凱尼鄉（羅馬尼亞語：Comuna Puchenii Mari, Prahova），是羅馬尼亞的鄉份，位於該國中南部，由普拉霍瓦縣負責管轄，面積55平方公里，海拔高度106米，2007年人口8,834，人口密度每平方公里161人。